# 後藤友香里
後藤 友香里（ごとう ゆかり、1988年1月14日 - ）は、2005年から2017年まで活動した日本の女性声優、タレント、グラビアアイドル、歌手、ダンサー、新体操選手。音楽グループAAAの元メンバー（在籍期間 2005年 - 2007年）。
東京都出身。アミューズメントメディア総合学院声優タレント学科卒業。芸能活動引退前の所属事務所は青二プロダクション（ジュニア）。芸能活動引退後はAMG MUSICトレーナー。

## 経歴
5歳のときに新体操を始める。中学生のとき、新体操全日本ジュニア代表選手となり、全日本大会で優勝。さらに世界大会に出場し、世界第4位という実績を残している。
2000年代前半からモデル事務所のスプラッシュに所属していた。後にプラチナムプロダクションに移籍し、短期間ではあるがジュニアアイドルとして活動していた。しかし、母親の勧めなどによりエイベックス・アーティストアカデミーに通い始め、エイベックス・エンタテインメントに移籍。2005年1月、AAA追加オーディションに合格。4月、AAAに正式加入することが発表される。2006年1月には、アニメ『LEMON ANGEL PROJECT』で声優として川辺ユキ役を演じる。しかし2007年5月、機能性不正出血で倒れ、AAA主演の舞台『スーパーバトルライブ美味學院番外編〜デリシャス5 史上最強の敵〜』を降板する。6月、治療に専念するためAAAを脱退することが発表される。
2009年6月、グラビアアイドルとして、第1作目となる写真集『GoTo→』、DVD『Revive』が同時発売。
2010年4月、ニチエンプロダクションとの契約を終了する。また同月ニコニコ生放送『ゆかりんの自己満生中(･3･)』を開始する。2011年4月、Ustream『後藤友香里のツイートジョッキー「ラブ&ホース!」』を開始。8月にソラノートが運営する「ライブブ」開始時に総合情報番組「ライブブch」月曜日担当MCを務める。
2013年3月、アミューズメントメディア総合学院声優タレント学科を卒業。青二プロダクションへの所属と声優としての活動を開始することを発表。4月から声優として初出演する文化放送のインターネットラジオ番組『A&G Girls Project Trefle』の放送が開始、声優ユニット「Trefle」のメンバーとなる。7月、小野坂昌也、小林ゆうと声優ユニット「EMERGENCY」を結成。
2017年4月、芸能活動を引退し、AMG MUSIC SCHOOLのトレーナーへ転職。本人のblog、Twitterアカウントは、30日をもって削除された。

## 人物・エピソード
- 新体操を学んでいたため体が柔らかく、その柔軟性をダンスの中に取り入れている。
- 好きな芸能人はL'Arc〜en〜Cielのtetsuya。L'Arc〜en〜Cielの大ファンで、ライブにも足を運んでいる。第61回NHK紅白歌合戦（2010年）にAAAとL'Arc〜en〜Cielがともに出場したことから、自身のTwitterに「これほどAAAを辞めて後悔したことはない」と書き込んだ。
- 座右の銘：明日は明日の風が吹く。
- 本格的な声優デビューを果たすため、青二プロダクション移籍前にはアミューズメントメディア総合学院に在籍していた。

## 作品

### 映像作品
- Revive（2009年6月25日、ビデオメーカー）

## 出演

### テレビアニメ
2006年
- LEMON ANGEL PROJECT（川辺ユキ）

2013年
- 探検ドリランド -1000年の真宝-（水晶聖女コスモス、バナナ）

2014年
- カードファイト!! ヴァンガードG（2014年 - 2016年、テレビキャスター〈女性〉、友達、女の子〈観客〉、女性、子供C、小学生2、スタッフ、女性ファイターD、片桐、母、男の子A、MC女性、子供B、アナウンス、女の子1、ホテルの従業員、少年2、たちかぜクランリーダー、ファイターA、バイクの女、子供2、少年1、観客1、子供、女子生徒、先生、研究員C、たちかぜリーダー） - 4シリーズ
- ONE PIECE（客達、観客、若い女、女、取り巻き女）

2015年
- 俺物語!!（店員A）
- 新あたしンち（2015年 - 2016年、女子高生C、仲居①、女子A、ギャルA）
- ドラえもん（テレビ朝日版第2期）（2015年 - 2017年、クラスメイトB、巫女、女子B、女の子A）

2016年
- 旅街レイトショー 第二夜「トランジスタ・スマートフォン」（小泉）

### 劇場アニメ
- クレヨンしんちゃん 爆睡!ユメミーワールド大突撃（2016年、園児C）
- 好きになるその瞬間を。〜告白実行委員会〜（2016年）

### ゲーム
2015年
- オトカ♥ドール（セクシー魔人ラクリア）
- 重装機兵レイノス（ミナ・シャルロット・アレクシア軍曹、セレス＝アルセリア＝クライバー）
- テイルズ オブ ゼスティリア

### 吹き替え
- バッド・ティーチャー

### ラジオ
※はインターネット配信。
- A&G Girls Project Trefle（超!A&G+：2013年 - 2015年、超!A&G+※）
- EMERGENCY the RADIO（2014年 - 2017年、超!A&G+※）

### ネット配信
- ゆかりんの自己満ニコ生（・´ω｀・）★ （ニコニコ生放送）
- 後藤友香里のツイートジョッキー「ラブ&ホース！」（2011年4月7日 - 、Ustream。競馬関連の番組であり、自身も予想をしていた。後藤は競馬ファンでもある）

## 書籍

### 写真集
- GoTo→（2009年6月25日、彩文館出版、撮影：関純一）ISBN 978-4775604045